# Università dell'Indiana
L'Università dell'Indiana (Indiana University, IU) è un sistema universitario fondato nel 1820 come Seminario dello stato dell'Indiana e poi chiamata Indiana College nel 1846. L'istituzione è composta da nove campus dislocati all'interno dello stesso stato:
- Indiana University a Bloomington
- Indiana University East a Richmond
- Indiana University Fort Wayne a Fort Wayne
- Indiana University Kokomo a Kokomo
- Indiana University Northwest a Gary
- Indiana University South Bend a South Bend
- Indiana University Southeast a New Albany

Il sistema ha anche un campus universitario in collaborazione con la Purdue University:
- Indiana University - Purdue University Indianapolis (IUPUI) a Indianapolis (Indiana), amministrato dalla Indiana University

Inoltre c'è un altro piccolo campus associato con la IUPUI:
- Indiana University-Purdue University Columbus (IUPUC) a Columbus (Indiana)

Il campus della IUPUI ospita anche l'Indiana University Medical Center, l'Indiana University School of Law - Indianapolis, l'Indiana University School of Health and Rehabilitation Sciences e l'Indiana University School of Dentistry, tutti nel campus della IUPUI ma da essa tecnicamente indipendenti.
Esiste anche l'Indiana University School of Medicine alla University of Notre Dame a South Bend, Indiana. Fin dal primo dopoguerra, l'Indiana University Press è la casa editrice di riferimento dell'ateneo.

## Progetti
L'Indiana Philosophy Ontology Project, abbreviato InPho, è un progetto finanziato dal National Endowment for the Humanities nel tentativo di connettere idee filosofiche, studiosi e opere di filosofia all'interno di un percorso online navigabile dagli utenti. L'obbiettivo è anche quello di definire attraverso l'ontologia un modello dei dati replicabile da altre risorse online a tema filosofico.